# Catedral d'Espira
La catedral d'Espira (en alemany: Speyerer Dom) és una catedral situada a la ciutat alemanya d'Espira, al land de Renània-Palatinat sota advocació conjunta de la nostra Senyora de l'Assumpció i sant Esteve. És una enorme i imponent basílica de gres vermell i un dels més destacats exemples d'arquitectura romànica existents al món. Juntament amb les properes catedrals romàniques de Magúncia i Worms, constitueix una de les anomenades Kaiserdome ('catedrals imperials') de la regió alemanya de Renània-Palatinat. Des de la destrucció de l'abadia de Cluny durant la Revolució francesa, la catedral d'Espira és l'edifici romànic en peus més gran del món.
Un element distintiu i característic d'aquesta catedral és la galeria de columnes que voreja tot el perímetre de l'edifici, just sota la línia de la teulada.

## Història
La construcció va començar-ne el 1030 durant el regnat de l'emperador Conrat II, va prosseguir durant el regnat del seu successor Enric III el Negre i va finalitzar el 1061, durant la minoria d'edat d'Enric IV. Un dels punts més dramàtics de la història de la catedral va tenir lloc el 1689, quan els soldats del rei francès Lluís XIV la van cremar gairebé totalment, destruint part de la seva estructura i profanant les tombes dels emperadors alemanys allí enterrats.
Va ser restaurada entre 1772 i 1784, sent afegits un vestíbul i una façana, i va tornar a ser profanada pels francesos el 1794. Entre 1846 i 1856, va ser restaurada per última vegada a fons, i l'interior fou adornat amb frescs. Aquesta última restauració va ser sufragada pel rei Lluís I de Baviera.
El 1981, la catedral va ser afegida a la llista del Patrimoni de la Humanitat de la UNESCO.